# Der Sampler II
Der Sampler II ist der zweite Sampler der Hamburger Hip-Hop-Crew 187 Strassenbande, welcher am 21. Januar 2011 über das Label Toprott Muzik veröffentlicht wurde. Die 187 Strassenbande bestand damals aus den Rappern Bonez MC, Gzuz, Sa4, Mosh36 und AchtVier. Bis auf zwei Songs wurde das komplette Album vom Produzenten Jambeatz produziert.

## Covergestaltung
Das Cover ist schwarz gehalten, wobei im Zentrum das Logo der 187 Strassenbande in weißer Farbe zu sehen ist. Unten rechts im Bild steht Der II Sampler, zwischen den zwei römischen Zahlen steht in arabischen Ziffern 187.

## Titelliste
| #  | Titel                    | Künstler                      | Produzent  | Länge |
| -- | ------------------------ | ----------------------------- | ---------- | ----- |
| 1  | Intro                    | Bonez MC, Mosh36, Sa4         | Jambeatz   | 3:04  |
| 2  | Pustekuchen              | AchtVier, Gzuz                | Jambeatz   | 3:21  |
| 3  | Viel zu tief drin        | Bonez MC, Sa4                 | Jambeatz   | 2:57  |
| 4  | Hast du gewusst          | AchtVier                      | Jambeatz   | 2:19  |
| 5  | Auf der Jagd nach Papier | Bonez MC, Gzuz, Sa4           | Jambeatz   | 4:05  |
| 6  | Spuck auf den Rest       | Gzuz, Said                    | Jambeatz   | 2:53  |
| 7  | Flow                     | Gzuz                          | Jambeatz   | 2:20  |
| 8  | Fleisch vs. Fleisch      | Bonez MC, Mosh36              | Ambeation  | 2:49  |
| 9  | Dope für die Boxen       | Bonez MC, Gzuz, Joe Rilla     | Jambeatz   | 3:43  |
| 10 | Zuviel für dein Kopf     | Bonez MC, Haftbefehl          | Jambeatz   | 2:21  |
| 11 | Nachdenken               | Bonez MC                      | CostaTitan | 3:03  |
| 12 | Kind geblieben           | Bonez MC, Gzuz                | Jambeatz   | 2:33  |
| 13 | Draufgänger              | Bonez MC, Gzuz, Sa4           | Jambeatz   | 4:17  |
| 14 | Pauli Anthem             | Gzuz                          | Jambeatz   | 3:07  |
| 15 | Ein Code                 | AchtVier, Bonez MC, Gzuz, Sa4 | Jambeatz   | 3:55  |
| 16 | Alles ist entspannt      | AchtVier, Bonez MC            | Jambeatz   | 2:35  |
| 17 | Täterprofil              | Sa4                           | Jambeatz   | 2:16  |
| 18 | Tag ein, Tag aus         | AchtVier                      | Jambeatz   | 2:43  |
| 19 | Bis jetzt alles cool     | Bonez MC                      | Jambeatz   | 2:54  |